# 北方工业大学
北方工业大学，简称：北方工大、NCUT，原名北京冶金机电学院。学校前身是创办于1946年的国立北平高级工业职业学校，曾先后隶属于冶金工业部和中国有色金属工业总公司，1978年经国务院批准，全面举办本科高等教育，1985年改为现名，1998年划转北京市管理。

## 反腐败
2021年5月，北方工业大学原党委副书记、校长丁辉被双开。丁辉严重违反党的廉洁纪律、工作纪律，构成严重职务违法并涉嫌国有事业单位人员滥用职权、受贿犯罪，且在十八大后不收敛不收手。
2021年7月，北方工业大学原原党委常委、副校长沈志莉被双开，其分管人事工作长达十年之久。在2006年至2020年间，因工作与他人发生矛盾，沈志莉先后20余次向中央纪委、北京市纪委、市委巡视组、市教委等多家单位进行匿名诬告，涉及2所高校及市委教育工委8名局级领导干部。除此之外，沈志莉高价请从事封建迷信活动的“小龙仙”“念咒画符”、“作法祛灾”；生活奢靡，累计花费450万元用于美容整形；对抗组织审查，召集个别老师、毕业生分批将收受的大量财物进行转移。

## 大众文化
在路遥所著的小说《平凡的世界》中，主角孙少平的妹妹孙兰香就读于小说虚构的北方工业大学。小说中的“北方工业大学”的简称为“北工大”而不是“北方工大”，并且位于故事发生的省份的省城而不是在真实的北方工业大学的所在地北京。